# Verein für Bewegungsspiele Lübeck von 1919 2007-2008
Questa voce raccoglie le informazioni riguardanti il Verein für Bewegungsspiele Lübeck von 1919 nelle competizioni ufficiali della stagione 2007-2008.

## Stagione
Nella stagione 2007-2008 il Lubecca, allenato da Uwe Erkenbrecher, Robert Gorceski e Uwe Fuchs, concluse il campionato di Regionalliga nord al 16º posto.

## Rosa
| N. |                     | Ruolo | Calciatore        |
| -- | ------------------- | ----- | ----------------- |
| 1  | Germania (bandiera) | P     | Achim Hollerieth  |
| 2  | Germania (bandiera) | D     | Carsten Rump      |
| 3  | Germania (bandiera) | D     | Dietmar Hirsch    |
| 4  | Germania (bandiera) | D     | Timo Ehlers       |
| 5  | Turchia (bandiera)  | C     | Hüseyin Dogan     |
| 6  | Germania (bandiera) | C     | Jan-André Sievers |
| 7  | Germania (bandiera) | C     | Lucas Oppermann   |
| 8  | Germania (bandiera) | C     | Steve Müller      |
| 10 | Germania (bandiera) | C     | Salih Altın       |
| 12 | Germania (bandiera) | P     | Tobias Braun      |
| 13 | Germania (bandiera) | C     | Artur Zimmermann  |
| 14 | Germania (bandiera) | C     | Ivan Markow       |
| 15 | Germania (bandiera) | A     | Claudius Weber    |
| 16 | Belgio (bandiera)   | C     | Giuseppe Canale   |

| N. |                     | Ruolo | Calciatore          |
| -- | ------------------- | ----- | ------------------- |
| 18 | Germania (bandiera) | C     | Jan Hoffmann        |
| 19 | Germania (bandiera) | A     | Riza Karadas        |
| 20 | Germania (bandiera) | P     | Tobias Rott         |
| 21 | Germania (bandiera) | C     | Abdul Karim Martens |
| 22 | Germania (bandiera) | D     | Ibrahim Türkmen     |
| 23 | Germania (bandiera) | C     | Hannes Niemeyer     |
| 24 | Turchia (bandiera)  | A     | Deniz Kadah         |
| 25 | Germania (bandiera) | A     | Florent Aziri       |
| 26 | Germania (bandiera) | D     | Jan-Moritz Bruhn    |
| 27 | Germania (bandiera) | C     | Alessandro Caruso   |
| 28 | Germania (bandiera) | D     | Dennis Wehrendt     |
| 29 | Germania (bandiera) | C     | Artur Schefer       |
| 30 | Germania (bandiera) | A     | Finn-Lasse Thomas   |
| 33 | Germania (bandiera) | C     | Nils Kjär           |

## Organigramma societario
Area tecnica
- Allenatore: Uwe Fuchs
- Allenatore in seconda: Robert Gorceski
- Preparatore dei portieri:
- Preparatori atletici:
- Analisi video:

## Calciomercato

### Sessione estiva
| Acquisti | Acquisti              | Acquisti               | Acquisti |
| R.       | Nome                  | da                     | Modalità |
| -------- | --------------------- | ---------------------- | -------- |
| P        | Tobias Braun          | Lubecca U19            |          |
| C        | Giuseppe Canale       | Fortuna Düsseldorf     |          |
| C        | Daniel Cartus         | Osnabrück              |          |
| C        | Alessandro Caruso     | Wehen Wiesbaden        |          |
| C        | Francesco di Frisco   | Reutlingen             |          |
| C        | Hüseyin Dogan         | Holstein Kiel          |          |
| C        | Naoki Imaya           | Marconi Stallions      |          |
| C        | Pa-Malick Joof        | Wolfsburg II           |          |
| A        | Deniz Kadah           | TuS Heeslingen         |          |
| A        | Joseph Laumann        | LR Ahlen               |          |
| C        | Ivan Markow           | VfB Pößneck            |          |
| C        | Steve Müller          | Wolfsburg              |          |
| C        | Athanasios Noutsos    | Hessen Kassel          |          |
| P        | Tobias Rott           | Hammer                 |          |
| C        | Tobias Schweinsteiger | Eintracht Braunschweig |          |

| Cessioni | Cessioni         | Cessioni               | Cessioni |
| R.       | Nome             | a                      | Modalità |
| -------- | ---------------- | ---------------------- | -------- |
| A        | Daniel Bärwolf   | FSV Wacker 03 Gotha    |          |
| D        | Deniz Doğan      | Eintracht Braunschweig |          |
| P        | Benjamin Gommert | Wacker Burghausen      |          |
| C        | Markus Kullig    | Wolfsburg II           |          |
| A        | Enrico Neitzel   | Kickers Emden          |          |
| D        | Timo Neumann     | Kickers Emden          |          |
| C        | Thomas Ollhoff   | Waldhof Mannheim       |          |
| D        | Rouven Schröder  | Bochum II              |          |
| P        | Carsten Wehlmann | St. Pauli II           |          |
| C        | Kevin Wölk       | Bochum II              |          |

### Sessione invernale
| Acquisti | Acquisti          | Acquisti    | Acquisti |
| R.       | Nome              | da          | Modalità |
| -------- | ----------------- | ----------- | -------- |
| C        | Lucas Oppermann   | Wuppertal   |          |
| P        | Achim Hollerieth  | Straelen    |          |
| A        | Florent Aziri     | Oberneuland |          |
| C        | Jan-André Sievers | Lüneburger  |          |
| C        | Salih Altın       | Wuppertal   |          |

| Cessioni | Cessioni              | Cessioni     | Cessioni |
| R.       | Nome                  | a            | Modalità |
| -------- | --------------------- | ------------ | -------- |
| C        | Tobias Schweinsteiger | Unterhaching |          |
| P        | Michael Frech         | Siegen       |          |

## Risultati

### Regionalliga

#### Girone di andata
| Arbitro: | Grudzinski |

|                           |           |          |
| Bölstler 4’ Heinzmann 53’ | Marcatori | 48’ Heun |

| Arbitro: | Fischer |

|                                          |           |  |
| Kadah 6’ Hoffmann 13’ Schweinsteiger 54’ | Marcatori |  |

| Arbitro: | Siebert |

|             |           |            |
| Marrack 63’ | Marcatori | 90’ Hirsch |

| Arbitro: | Wenkel |

|                              |           |               |
| Hoffmann 40’, 72’ Cartus 87’ | Marcatori | 47’ Zimmerman |

| Dresda 25 agosto 2007, ore 14:00 CEST 5ª giornata | Dinamo Dresda | 0 – 0 referto | Lubecca | Rudolf-Harbig-Stadion (10 153 spett.)\| Arbitro: \| Schumacher \| |
| Arbitro:                                          | Schumacher    |               |         |                                                                   |

| Arbitro: | Steinhaus-Webb |

|  |           |                            |
|  | Marcatori | 13’, 53’ Pagano 60’ Mainka |

| Arbitro: | Borsch |

|                              |           |  |
| Lindemann 35’, 85’ Prest 58’ | Marcatori |  |

| 8 settembre 2007 8ª giornata |  | – turno di riposo |  |  |

| Lubecca 15 settembre 2007, ore 14:00 CEST 9ª giornata | Lubecca | 0 – 0 referto | RW Oberhausen | Stadion an der Lohmühle (3 200 spett.)\| Arbitro: \| Ittrich \| |
| Arbitro:                                              | Ittrich |               |               |                                                                 |

| Arbitro: | Schempershauwe |

|  |           |                   |
|  | Marcatori | 45’ (rig.) Hirsch |

| Arbitro: | Preuß |

|  |           |                             |
|  | Marcatori | 38’ (aut.) Kadah 80’ Schoof |

| Arbitro: | Dittrich |

|             |           |  |
| Senesie 33’ | Marcatori |  |

| Arbitro: | Schumacher |

|                        |           |             |
| Noutsos 26’ Hirsch 74’ | Marcatori | 66’ Neitzel |

| Wolfsburg 20 ottobre 2007, ore 14:00 CEST 14ª giornata | Wolfsburg II | 0 – 0 referto | Lubecca | VfL-Stadion am Elsterweg (365 spett.)\| Arbitro: \| Schößling \| |
| Arbitro:                                               | Schößling    |               |         |                                                                  |

| Lubecca 24 ottobre 2007, ore 19:30 CEST 15ª giornata | Lubecca  | 0 – 0 referto | Eintracht Braunschweig | Stadion an der Lohmühle (4 800 spett.)\| Arbitro: \| Thielert \| |
| Arbitro:                                             | Thielert |               |                        |                                                                  |

| Arbitro: | Schumacher |

|           |           |  |
| Frahn 36’ | Marcatori |  |

| Arbitro: | Siebert |

|  |           |                                          |
|  | Marcatori | 16’ (rig.) Bunjaku 21’ Wolf 31’ Brückner |

| Arbitro: | Gagelmann |

|                                                           |           |                                  |
| Patschinski 24’, 44’ (rig.) Younga-Mouhani 31’ Bemben 56’ | Marcatori | 4’ Schweinsteiger 19’, 86’ Weber |

| Arbitro: | Helwig |

|           |           |                           |
| Kadah 60’ | Marcatori | 49’ Guié-Mien 89’ Lindbæk |

#### Girone di ritorno
| Arbitro: | Steuer |

|  |           |                         |
|  | Marcatori | 66’ Sağlık 70’ Lintjens |

| Arbitro: | Joerend |

|                                   |           |                    |
| Peitz 1’ Löning 59’ Schindler 78’ | Marcatori | 28’ Heun 73’ Weber |

| Arbitro: | Schumacher |

|  |           |            |
|  | Marcatori | 50’ Hensel |

| Arbitro: | Hammer |

|                                    |           |  |
| Cannizzaro 30’, 79’ Chrisantus 63’ | Marcatori |  |

| Arbitro: | Ittrich |

|           |           |  |
| Weber 61’ | Marcatori |  |

| Arbitro: | Dittrich |

|             |           |  |
| Dayangan 8’ | Marcatori |  |

| Arbitro: | Joerend |

|  |           |            |
|  | Marcatori | 41’ Braham |

| 22 marzo 2008 27ª giornata |  | – turno di riposo |  |  |

| Arbitro: | Fischer |

|                         |           |  |
| Terranova 49’, 57’, 59’ | Marcatori |  |

| Arbitro: | Preuß |

|                               |           |              |
| Oppermann 12’, 68’ Thomas 90’ | Marcatori | 24’ Lambertz |

| Arbitro: | Wenkel |

|                                       |           |  |
| Chitsulo 18’ Großkreutz 38’ Busch 85’ | Marcatori |  |

| Arbitro: | Hammer |

|  |           |                                     |
|  | Marcatori | 3’, 35’ Nöthe 34’ Tyrała 39’ Njambe |

| Arbitro: | Benedum |

|  |           |                     |
|  | Marcatori | 24’ Weber 80’ Kadah |

| Arbitro: | Leicher |

|  |           |          |
|  | Marcatori | 42’ Hill |

| Arbitro: | Welz |

|                                           |           |                                      |
| Fuchs 48’ Schembri 60’ Năstase 77’ (rig.) | Marcatori | 37’ Kadah 74’ Hoffmann 83’ Oppermann |

| Arbitro: | Greth |

|            |           |  |
| Müller 17’ | Marcatori |  |

| Arbitro: | Stieler |

|                |           |                     |
| Rockenbach 34’ | Marcatori | 38’ (rig.) Hoffmann |

| Arbitro: | Schmidt |

|                                  |           |                                                           |
| Müller 50’ Hoffmann 57’ Rump 90’ | Marcatori | 4’ Ruprecht 34’, 39’, 78’, 82’ Biran 41’, 80’ Patschinski |

| Arbitro: | Kempter |

|  |           |            |
|  | Marcatori | 88’ Müller |

## Statistiche

### Statistiche di squadra
| Competizione      | Punti | In casa | In casa | In casa | In casa | In casa | In casa | In trasferta | In trasferta | In trasferta | In trasferta | In trasferta | In trasferta | Totale | Totale | Totale | Totale | Totale | Totale | DR  |
| Competizione      | Punti | G       | V       | N       | P       | Gf      | Gs      | G            | V            | N            | P            | Gf           | Gs           | G      | V      | N      | P      | Gf     | Gs     | DR  |
| ----------------- | ----- | ------- | ------- | ------- | ------- | ------- | ------- | ------------ | ------------ | ------------ | ------------ | ------------ | ------------ | ------ | ------ | ------ | ------ | ------ | ------ | --- |
| Regionalliga nord | 34    | 18      | 6       | 2       | 10      | 17      | 29      | 18           | 3            | 5            | 10           | 15           | 29           | 36     | 9      | 7      | 20     | 32     | 58     | -26 |
| Totale            | 34    | 18      | 6       | 2       | 10      | 17      | 29      | 18           | 3            | 5            | 10           | 15           | 29           | 36     | 9      | 7      | 20     | 32     | 58     | -26 |

### Andamento in campionato
| Giornata  | 1  | 2 | 3 | 4 | 5 | 6 | 7  | 8  | 9  | 10 | 11 | 12 | 13 | 14 | 15 | 16 | 17 | 18 | 19 | 20 | 21 | 22 | 23 | 24 | 25 | 26 | 27 | 28 | 29 | 30 | 31 | 32 | 33 | 34 | 35 | 36 | 37 | 38 |
| --------- | -- | - | - | - | - | - | -- | -- | -- | -- | -- | -- | -- | -- | -- | -- | -- | -- | -- | -- | -- | -- | -- | -- | -- | -- | -- | -- | -- | -- | -- | -- | -- | -- | -- | -- | -- | -- |
| Luogo     | T  | C | T | C | T | C | T  |    | C  | T  | C  | T  | C  | T  | C  | T  | C  | T  | C  | C  | T  | C  | T  | C  | T  | C  |    | T  | C  | T  | C  | T  | C  | T  | C  | T  | C  | T  |
| Risultato | P  | V | N | V | N | P | P  |    | N  | V  | P  | P  | V  | N  | N  | P  | P  | P  | P  | P  | P  | P  | P  | V  | P  | P  |    | P  | V  | P  | P  | V  | P  | N  | V  | N  | P  | V  |
| Posizione | 12 | 6 | 8 | 5 | 5 | 8 | 13 | 15 | 14 | 12 | 13 | 14 | 14 | 14 | 14 | 15 | 16 | 17 | 17 | 17 | 18 | 18 | 18 | 18 | 18 | 18 | 18 | 18 | 18 | 18 | 18 | 18 | 18 | 18 | 17 | 16 | 17 | 16 |

Legenda:

Luogo: C = Casa; T = Trasferta. Risultato: V = Vittoria; N = Pareggio; P = Sconfitta.

### Statistiche dei giocatori
| S. Altın          | 16 | 0 | 4  | 0 |
| F. Aziri          | 2  | 0 | 0  | 0 |
| B. Baltes         | 17 | 0 | 6  | 0 |
| T. Braun          | 0  | 0 | 0  | 0 |
| J. Bruhn          | 7  | 0 | 1  | 0 |
| G. Canale         | 17 | 0 | 2  | 1 |
| D. Cartus         | 12 | 1 | 5  | 0 |
| A. Caruso         | 23 | 0 | 4  | 1 |
| H. Dogan          | 13 | 0 | 2  | 0 |
| T. Ehlers         | 6  | 0 | 1  | 0 |
| M. Frech          | 17 | 0 | 1  | 0 |
| D. Heun           | 15 | 2 | 4  | 0 |
| D. Hirsch         | 32 | 3 | 5  | 2 |
| J. Hoffmann       | 31 | 6 | 10 | 0 |
| A. Hollerieth     | 12 | 0 | 0  | 0 |
| N. Imaya          | 12 | 0 | 1  | 1 |
| P. Joof           | 14 | 0 | 5  | 0 |
| D. Kadah          | 28 | 4 | 5  | 0 |
| R. Karadas        | 6  | 0 | 0  | 0 |
| N. Kjär           | 1  | 0 | 0  | 0 |
| J. Laumann        | 10 | 0 | 3  | 0 |
| I. Markow         | 1  | 0 | 0  | 0 |
| A. Martens        | 11 | 0 | 1  | 0 |
| S. Müller         | 30 | 3 | 3  | 0 |
| H. Niemeyer       | 11 | 0 | 1  | 0 |
| A. Noutsos        | 10 | 1 | 0  | 0 |
| L. Oppermann      | 9  | 3 | 0  | 0 |
| T. Rott           | 7  | 0 | 1  | 0 |
| C. Rump           | 28 | 1 | 7  | 0 |
| A. Schefer        | 4  | 0 | 0  | 0 |
| T. Schweinsteiger | 12 | 2 | 2  | 0 |
| J. Sievers        | 16 | 0 | 0  | 0 |
| F. Thomas         | 11 | 1 | 0  | 0 |
| I. Türkmen        | 16 | 0 | 2  | 1 |
| C. Weber          | 22 | 5 | 1  | 0 |
| D. Wehrendt       | 20 | 0 | 3  | 0 |
| A. Zimmermann     | 5  | 0 | 0  | 0 |